# Piotr II Nowak

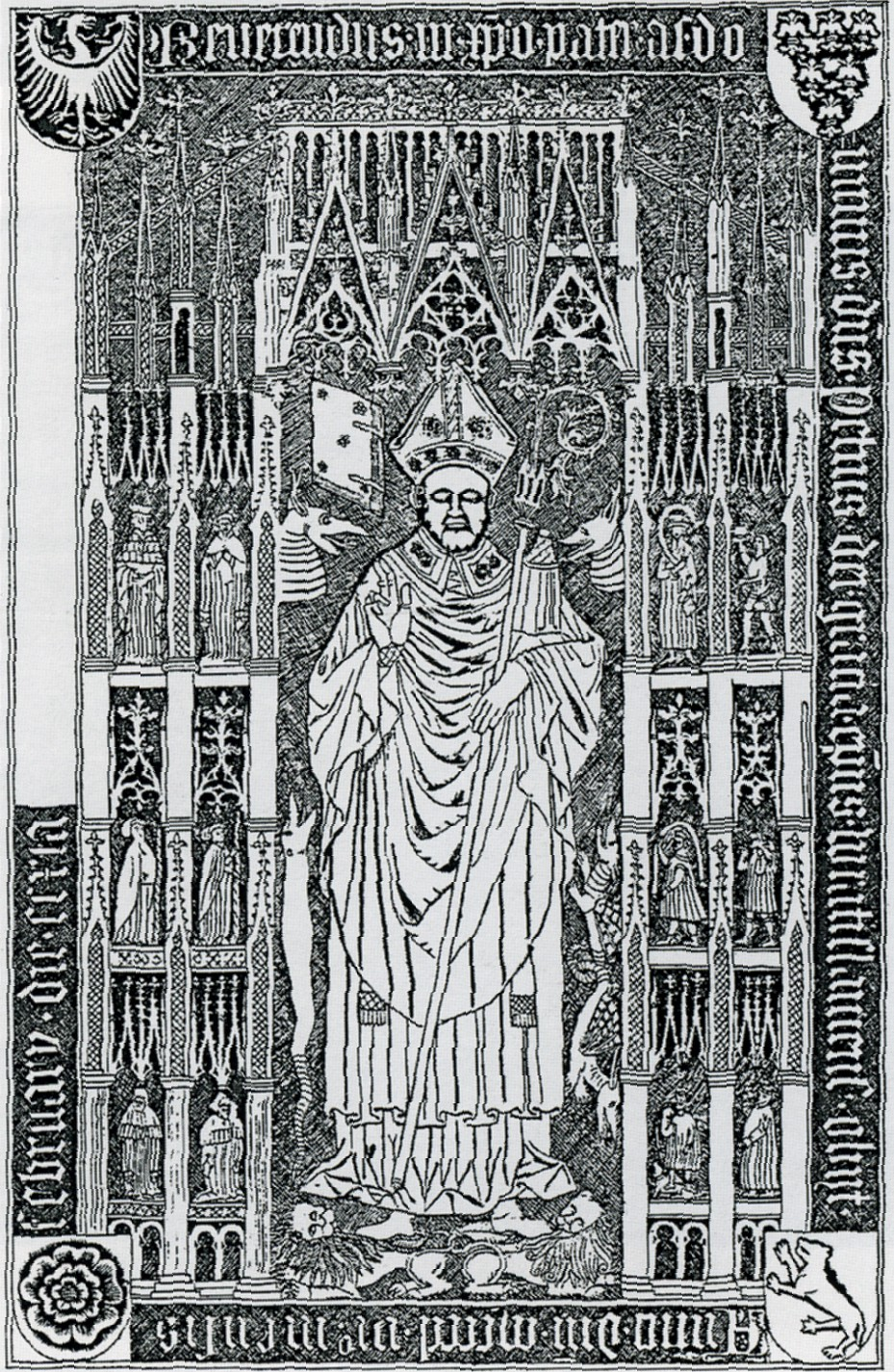
Nagrobek biskupa Piotra Nowaka

Piotr II Nowak (ur. w Nowakach, zm. 6 lutego 1456 w Otmuchowie) – biskup wrocławski w latach 1447–1456.
Piotr Nowak pochodził ze wsi Nowaki koło Nysy (stąd też jego nazwisko). Data urodzenia jest trudna do ustalenia. Studiował prawo kanoniczne w Wiedniu, zdobywając tytuł doktora. W 1427 r. został kanclerzem biskupa Konrada. Posiadał liczne beneficja: altarie w katedrze wrocławskiej, w Nysie i Brzegu, probostwa we Wleniu i Jeleniej Górze. W 1427 r. uzyskał kanonię w stolicy Siedmiogrodu, Gyulafehérvár (Alba Julia). 
W 1436 r. został kanonikiem i kustoszem katedralnym we Wrocławiu. W 1438 r. Albrecht II Habsburg mianował go swoim kapelanem i dworzaninem. W latach 1437–1445 Piotr Nowak był oficjałem biskupim i wikariuszem generalnym. Pod koniec rządów biskupa Konrada był w opozycji wobec niego. W 1442 r. został prepozytem kapituły katedralnej. 
Po śmierci biskupa Konrada (zmarł 9 sierpnia 1447) Piotr Nowak został administratorem diecezji, a następnie został wybrany na biskupa. Udało mu się oddłużyć diecezję i wykupić wiele zastawionych wsi. Ustanowił na nowo ok. 120 parafii, co mogło dojść do skutku po odbudowie kościołów, zniszczonych podczas wojen husyckich. W 1453 r. zaprosił do Wrocławia Jana Kapistrana, który przez trzy miesiące głosił kazania w miastach śląskich. Dwa lata później konsekrował biskupa ołomunieckiego Bogusława Zwolę. 
Piotr Nowak zmarł 6 lutego 1456 i został pochowany w katedrze wrocławskiej, gdzie zachowała się jego płyta nagrobna.